# Balsamo del Canada
Il balsamo del Canada (o trementina del Canada, o balsamo d'abete) è una trementina ottenuta dalla resina dell'abete balsamico (Abies balsamea). La resina, disciolta in oli essenziali, è un liquido di colore giallognolo, viscoso e adesivo che secca in una massa trasparente.
La resina è insolubile in acqua, mentre si solubilizza in solventi organici quali xilene, cloroformio, benzene ed etere .
Per via del suo indice di rifrazione (n = 1.52) simile a quello del vetro crown , il balsamo del Canada purificato e filtrato ha avuto un tradizionale impiego come adesivo completamente trasparente (una volta asciugato) per vetri, lenti e componenti ottici (ad esempio è  un materiale fondamentale per la costruzione di un prisma di Nicol). 
In microscopia, viene inoltre impiegato per la conservazione permanente dei campioni sul vetrino, e per incollare il vetrino coprioggetto.
Il suo impiego come adesivo in ottica è andato scemando durante gli anni della Seconda guerra mondiale, quando è stato via via sostituito da adesivi poliesterici, epossidici e poliuretanici.